# Enicospilus monticola
Enicospilus monticola là một loài tò vò trong họ Ichneumonidae.